# Olav Fykse Tveit
Olav Fykse Tveit (nascido em 24 de novembro de 1960) é um teólogo e pastor luterano norueguês. Ele serviu como secretário-geral do Conselho Mundial de Igrejas (CMI) de 2010 a 2020 e desde 2020, é Bispo Presidente da Igreja da Noruega.

## Biografia
Nascido em Haugesund, Olav Fykse Tveit era filho de um padre e por isso cresceu em Bømlo, Dale, Åfjord e Gol. Casou-se em 1983 com Anna Bjorvatten Tveit, com quem tem três filhos.
Ingressou na MF Escola Norueguesa de Teologia no outono de 1980, se tornando Cand. teol. na primavera de 1986, e depois o Seminário prático-teológico, na Faculdade de Estudos Congregacionais (1986-1987). Obteve seu doutorado em Teologia em 2002, com a tese "Responsabilidade mútua como atitude ecumênica".
Na Igreja da Noruega, serviu primeiro como capelão na base militar Sessvollmoen (1987-1988) e logo depois como pároco em Haram, diocese de Møre (1988-1991). Atuou como consultor e consultor sênior para questões teológicas no Conselho de Assuntos Ecumênicos (1991-1996), Secretário da Comissão Doutrinária (1999-2000), Secretário da Comissão Igreja-Estado do Conselho da Igreja (2001-2002) e Secretário Geral do Conselho de Assuntos Ecumênicos (2002-2009). Também foi moderador do grupo de contato Igreja da Noruega - Conselho Islâmico da Noruega e do grupo de contato da Congregação Judaica, membro do Conselho Inter-Religioso da Noruega e membro do conselho de curadores da Norwegian Church Aid.
Foi eleito pelo Comitê Central do Conselho Mundial de Igrejas em 27 de agosto de 2009 como o sétimo Secretário-Geral para um mandato de cinco anos. No CMI, Dr. Tveit já tinha sido membro da Comissão Plenária de Fé e Ordem e copresidente do grupo central do Fórum Ecumênico Palestina-Israel, além de membro do conselho de diretores e comitê executivo do Conselho Cristão da Noruega. Ele assumiu o novo cargo em janeiro de 2010. Foi reeleito para um segundo mandato em julho de 2014.
Como secretário-geral do Conselho Mundial de Igrejas, Dr. Tveit liderou a irmandade de igrejas em encontros como a Convocação Ecumênica Internacional pela Paz (Kingston, 2011) e a 10ª Assembleia do CMI (Busan, 2013). Ele desempenhou um papel fundamental na liderança de consultas internacionais sobre temas como mudanças climáticas, pacificação e reassentamento de refugiados. Tveit também atuou como copresidente da Religions for Peace.
Em 17 de outubro de 2019, a Conferência Episcopal da Igreja da Noruega elegeu Tveit como seu presidente (Preses). Ele é o primeiro a ser eleito presidente sem ser bispo, mas o colégio episcopal apoiou a nomeação e optou por indicar apenas ele, embora pudessem escolher até três candidatos. Eles declararam que ele possui competência e experiência extraordinárias, o que o torna muito adequado para o cargo. O Conselho Nacional da Igreja da Noruega confirmou esta decisão em 30 de janeiro de 2020. Ele deixou o cargo no CMI em 31 de março de 2020.
Tveit foi consagrado bispo em 10 de maio de 2020, em uma pequena cerimônia na Catedral de Nidaros; ele ocupou o cargo em conjunto com sua antecessora, Helga Haugland Byfuglien, durante um período de transição até ser empossado como presidente em outubro de 2020, durante o Sínodo da Igreja.

## Honrarias
- 2012: Prêmio Amigos dos Armênios por sua atuação em prol da paz mundial[2]
- 2013: Condecoração Al-Hussein por Serviços Distintos na área do diálogo e cooperação inter-religiosos em busca da paz entre os povos, pelo Rei Abdullah II da Jordânia
- 2015: Doutorado honorário da Universidade Hanshin em Seul, por sua visão ecumênica sobre unidade, justiça e paz[10]
- 2023: Cruz de Comandante da Ordem do Mérito Norueguesa por seus serviços ao ecumenismo[11]

## Obras
- Christian Solidarity in the Cross of Christ (WCC Publications, 2012)
- The Truth We Owe Each Other: Mutual Accountability in the Ecumenical Movement (WCC Publications, 2016)